# Gran Muralla Verda de la Xina
La Gran Muralla Verda de la Xina (xinès tradicional: 三北防護林, xinès simplificat: 三北防护林, pinyin: Sānběi Fánghùlín) és una sèrie de tallavents plantats per l'ésser humà a la República Popular de la Xina, dissenyada per fer enrere l'expansió del desert de Gobi. Està planificat que aquesta obra acabi cap a l'any 2074, i quan estigui acabada farà 4.500 km de llargada.

## Efectes del desert de Gobi
Xina perd 3.600 km² de praderia cada any a causa de l'expansió del desert de Gobi. Cada any, les tempestes de pols arrenquen 2.000 km² de la part superior del perfil del sòl i les tempestes cada any són més severes. Aquestes tempestes també tenen efectes negatius en l'agricultura dels països del voltant, com Japó, Corea del Nord, i Corea del Sud. El projecte de la Gran Muralla Verda va començar l'any 1978 amb el propòsit d'augmentar la cobertura de boscos del nord de la Xina del 5 al 15% i, per tant, reduir-ne la desertificació.

## Metodologia i progrés
El 2003, en començà la quarta fase; en aquesta, es fa una sembra des d'avions en les zones menys àrides i, a més, es donen incentius en diners perquè els agricultors plantin arbres i arbusts en les zones més àrides. També es cartografia i se'n fan bases de dades. La “Muralla” tindrà una banda de vegetació tolerant a la sorra xeròfita disposada de manera que estabilitzi les dunes de sorra; a més, es posarà grava per aguantar la sorra i formar sòl. Els arbres també serviran de tallavent davant les tempestes de sorra.
L'any 2009, el bosc plantat per la Xina cobria més de 500.000 km² (incrementant la coberta forestal del 12% al 18%) –que és la plantació artificial de bosc més extensa del món. Tanmateix, de les 53.000 hectàrees plantades aquell any, una quarta part va fallar i, de la resta, molts són arbres que no han crescut adequadament (nans) i que, per tant, no tenen la capacitat de protegir el sòl. L'any 2008, les tempestes d'hivern van destruir el 10% del total del nou bosc, fent que el Banc Mundial aconsellés la Xina de centrar-se més en la qualitat que no pas en la quantitat de les espècies de plantes.

## Problemes
Hi ha un debat sobre l'efectivitat d'aquest projecte. Si els arbres reïxen a arrelar, poden xuclar grans quantitats d'aigua subterrània, cosa que seria molt problemàtica per a les regions àrides del nord de la Xina. Per exemple, a la zona de Minqin, es calcula que el nivell d'aigua subterrània ha baixat de 12 a 19 metres des de l'inici d'aquest projecte.
L'erosió de la terra i l'agricultura i ramaderia excessives han aturat les plantacions en moltes zones del projecte. L'increment de la contaminació a la Xina també ha afeblit el sòl, fent que no es pugui utilitzar en moltes zones.
A més, el fet de plantar arbres de creixement ràpid redueix la biodiversitat de les zones reforestades. La manca de diversitat també fa les plantes més susceptibles a les malalties; per exemple, el 2000 van morir o emmalaltir mil milions de pollancres plantats al llarg de 20 anys abans.
Liu Tuo, cap de l'oficina estatal del control de la desertificació, opina que caldrien 300 anys per acabar el projecte

## Relació amb el canvi climàtic
L'abril del 2011, la Xina va utilitzar el seu projecte de Muralla Verda contra els qui l'acusen d'irresponsabilitat davant el canvi climàtic.
Els científics xinesos argumenten que les plantacions d'arbres en règim de monocultiu i de ràpid creixement són més efectives per a absorbir el diòxid de carboni que no pas les plantacions amb arbres de creixement lent.